# 오모토

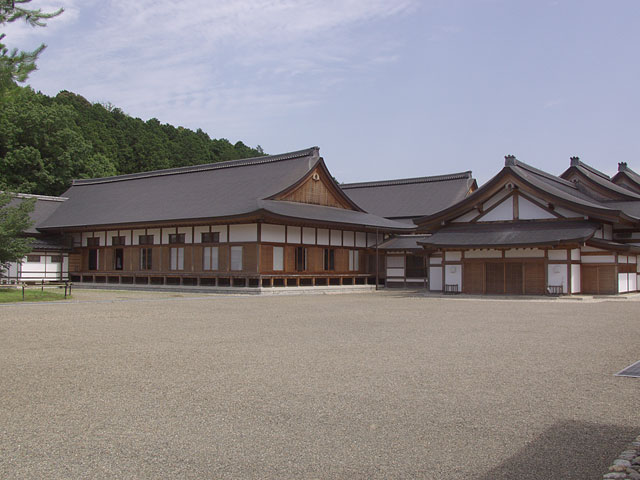

오모토(大本)는 일본의 신토(神道)계의 신흥종교이다. 속칭 오모토교(大本敎)라고도 하나, 정식 명칭으로는 뒤에 "敎"를 붙이지 않는다. 1892년 데구치 나오(出口なお)라는 여성에게 간방의 금신(艮の金神)이 신내림한 것을 교단의 기원으로 본다. 교단(敎團)은 데구치 나오와 그의 사위이기도 했던 데구치 오니사부로(出口王仁三郎)에 의해 창립되었다. 오니사부로는 나오에게 내린 간방의 금신을 신토의 신 구니토코다치노미코토(国之常立神)라고 해석하였다.

## 역사
1892년 일본 교토부 아야베시에 사는 가난한 과부 데구치 나오는 자식들이 광증에 걸리고 장남이 가출하는 등 우환에 시달리다가, 스스로를 간방의 금신이라고 주장하는 신이 갑작스럽게 나오의 몸에 내리는 일을 겪었다. 나오는 이 신의 말을 믿지 않고 19세기에 일어난 일본의 신종교인 금광교(金光教)나 천리교(天理教)를 찾아갔지만, 신격을 제압할 수도 없었고 그 정체를 밝히지도 못하였다. 나오는 자기 몸에 내린 신과 어찌어찌 공존하면서 인근의 병자들을 낫게 하여 "아야베의 금신(金神)"이라고 불렸다. 당시에 교세를 펴던 금광교는 나오를 끌어들여 교세를 확장하기로 하고, 금광교 아야베 교회를 세우면서 나오를 모셔왔다. 이것이 가능했던 이유는 금광교도 나오도 모두 똑같이 금신(金神)을 말했기 때문이다. 당시 금광교 아야베 교회는 나오가 말하는 간방의 금신을 금광교의 하위신격으로 모셨으나, 나오와 아야베 교회장이 충돌하여 나오는 결국 금광교와 연을 끊었다.
1898년 혼다 영학과 언령학을 공부한 오니사부로가 신의 계시를 받아, 나오를 따르는 무리와 합류하면서 오모토교가 시작되었다. 나오는 1대 교주가 되고, 오니사부로는 성사(聖師)가 되었다. 두 사람은 오모토의 공동교조이며, 서로 다른 카리스마를 오모토 교단에 부여하여, 당시 일본에서 발생한 다른 신종교와 비교해도 매우 독특한 양상이 나타났다. 나오와 오니사부로는 서로 신내림을 한 상태에서 격렬하게 싸웠으며, 나오를 추종하는 무리들이 오니사부로를 믿지 않고 적대하기도 하였다. 두 사람의 대립은 말년에 나오가 계시로 "오니사부로가 미륵님"이라고 종교적 권위를 인정하면서 끝이 났다. 오니사부로는 나오의 5녀 스미코와 결혼하여 나오의 사위가 되었으나, 종교적으로는 나오에게 내린 간방의 금신의 아내가 되는 신격이 내렸다 하여 나오와 종교적 부부라 할 수 있는 미묘한 사이가 되었다. 교단 내에서는 나오를 '변성남자'라고 하여 남자의 영혼에 여자의 몸을 타고난 사람이라고 하여, 오니사부로를 '변성여자'라고 하여 여자의 영혼에 남자의 몸을 타고난 사람이라고 설명한다.
전쟁 전 일본에서 만민평등과 세계평화를 내세웠던 오모토교는 교세가 급속히 성장하며, 일본 제국 당국의 주목을 끌게 되었다. 1921년에 일본 정부는 오모토교에 대한 탄압을 진행하였는데, 이를 제1차 오모토 사건(第一次大本事件)이라 한다. 오니사부로는 불경죄와 신문법을 위반했다는 죄목으로 체포되었으나, 다음해 특사로 풀려났다.
1934년 도쿄의 구단 회관(九段會館)에서 성립한 쇼와신성회(昭和神聖會)는 신도가 800만 명을 넘어서게 되었다. 이듬해 제2차 오모토 사건(第二次大本事件)이 일어나, 오모토교의 관련자가 대거 체포되었고, 교단의 건물이 헐리고 저작은 금서 처분을 받았다. 오니사부로는 1942년에 보석으로 출옥했으나, 교단 활동을 일체 하지 않다가 1945년에 일본 제국이 패망하고 교단에 대한 금압이 풀리자 다시 활동하였다.
1980년에 제3대 교주의 후계자 자리를 둘러싸고 오모토교 내부에 분열이 일어나, 최종적으로 오모토 본부(大本本部), 오모토 신도 연합회(大本信徒聯合會)와 애선원(愛善苑)의 세 파로 분열되었다.
교단의 2대 성지는 교단의 발상지인 교토부 아야베시의 매송원(梅松苑)과 포교의 중심인 가메오카시 천은향(龜岡市 天恩鄉)이다. 2대 경전은 데구치 나오의 《오모토 신유(大本神諭)》와 데구치 오니사부로의 《영계 이야기(靈界物語)》이다. 현재 일본 국내에서는 10만에서 50만, 국외에는 5천에서 1만 가량의 신도가 있다고 한다.

## 3대 분파
| 명칭                              | 조직     | 교주               | 실력자         | 본부 소재지                            | 홈페이지         | 교단의 출판사          |
| 오모토 본부(大本本部)             | 종교법인 | 기요코→구레나이    | 교타로(京太郎) | 2대 성지                               | www.oomoto.or.jp | 천성사(天声社)         |
| 오모토 신도연합회(大本信徒聯合會) | 임의단체 | 나오미             | 에이지(榮二)   | 아야베시 에키마에도오리(綾部市 驛前通) | www.omt.gr.jp    | 애선세계사(愛善世界社) |
| 애선원(愛善苑)                    | 종교법인 | （교주 제도 부정） | 가즈아키(和明) | 가메야마시 나카야타정(龜岡市中矢田町)  | aizenen.info     | みいづ舎               |

애선원을 빼고 2대 분파라고도 한다.

## 역대 교주
오모토교의 최고 지도자를 교주(敎主)라 한다. 교단은 데구치 나오의 피를 이은 여자만 교주가 될 수 있다는 원칙을 고수하므로, 역대 교주는 모두 여자이며 모계 세습으로 내려왔다.
| 대 | 이름                    | 일명                         | 생년   | 교주 취임 | 사망   | 선대와의 관계   |
| -- | ----------------------- | ---------------------------- | ------ | --------- | ------ | --------------- |
| 1  | 데구치 나오(出口なお)   | 出口直, 出口ナオ             | 1837년 | 1898년    | 1918년 | 창시자          |
| 2  | 데구치 스미(出口すみ)   | 出口澄, 出口すみこ, 出口澄子 | 1883년 | 1918년    | 1952년 | 1대 교주의 5녀  |
| 3  | 데구치 나오히(出口直日) |                              | 1902년 | 1952년    | 1990년 | 2대 교주의 장녀 |

### 오모토 본부 (大本本部)[1]
| 대 | 이름                    | 생년   | 교주 취임 | 사망   | 선대와의 관계                                       |
| -- | ----------------------- | ------ | --------- | ------ | --------------------------------------------------- |
| 4  | 데구치 기요코(出口聖子) | 1935년 | 1990년    | 2001년 | 3대 교주의 3녀                                      |
| 5  | 데구치 구레나이(出口紅) | 1956년 | 2001년    | 현직   | 3대 교주의 2녀 아사코(麻子)의 2녀. 4대 교주의 양녀. |

### 오모토 신도연합회[2]
| 대 | 이름                    | 생년   | 교주 취임 | 사망 | 선대와의 관계   |
| -- | ----------------------- | ------ | --------- | ---- | --------------- |
| 4  | 데구치 나오코(出口直子) | 1929년 | 1990년    | 현직 | 3대 교주의 장녀 |

- 후계자
  - 나오코(直子, 딸)
    - 하루히(春日, 손녀)
      - 나오카(直佳, 증손녀)

### 사위
여성이 후계자가 되기 때문에, 데릴사위로 들어갈 사람을 얻는 것이 매우 중요했다. 따라서 모두가 처의 성인 데구치 씨가 되어 교단의 고위 직위에 오르는 일이 많았다.

| 아내                      | 남편                 | 남편의 교단 내의 위치         |
| 2대 교주 스미             | 오니사부로(王仁三郎) | 성사(聖師)                    |
| 3대 교주 나오히           | 히데마루(日出麿)     | 3대 교주보(教主補)→존사(尊師) |
| 나오히의 둘째 동생 야에노 | 우치마루(宇知麿)     | 총장(總長)                    |

## 기타
오모토교는 세계 연방을 건설할 것을 주장하는 바, 이란의 바하이교와 비슷하다. 따라서 교단 차원에서 에스페란토를 후원하기도 하여 에스페란토 전파에 공이 큰 사람들에게 매년 '데구치상(出口賞)'을 수여한다. 그 외, 아이키도의 창시자 우에시바 모리헤이 또한 오모토교에 큰 영향을 받았다.

## 참고 문헌
- 데구치 교타로(出口京太郞), 《거인 데구치 오니사부로(巨人出口王仁三郎)》 ISBN 4-88756-045-1
- 우에다 마사아키 감수 《みろくの世 -出口王仁三郎の世界-》 ISBN 4-88756-068-0
- 이토 에이조(伊藤榮藏) 등 《（大本教祖伝） 出口なお・出口王仁三郎の生涯》 ISBN 4-88756-033-8
  - 《（新宗教創始者伝） 大本-出口なお・出口王仁三郎の生涯》 ISBN 4-06-201171-9